# B (programmeertaal)
B is een programmeertaal die ontwikkeld werd door Bell Labs. De taal wordt vrijwel niet meer gebruikt omdat ze is vervangen door de programmeertaal C. B is gemaakt door Ken Thompson en Dennis Ritchie en verscheen voor het eerst rond 1969.
Eigenlijk is B een uitgeklede versie van BCPL, waarbij Thomson naar eigen inzicht mogelijkheden eruithaalde die hij onnodig achtte om de programmeertaal geschikt te maken voor de beperkte geheugencapaciteit van de minicomputers uit die tijd. Bovendien zette hij de taal naar zijn eigen hand, vooral om het aantal tekens in een normaal programma te beperken.
Net zoals BCPL en FORTH, heeft B één datatype, het computerwoord. Dit datatype werd door de meeste handelingen, bijvoorbeeld +, -, / en *, als integer behandeld, maar andere operaties gebruikten het datatype voor geheugenadressering. Daarmee leek B op een zeer vroege versie van C. Er was een klein aantal bibliotheekfuncties beschikbaar, inclusief een aantal die al vaag leken op de standaard IO-bibliotheek van C.
De eerste implementaties zijn gemaakt voor de DEC PDP-7- en PDP-11-minicomputers, die gebruikmaakten van een vroege versie van Unix.
ABAP ·
ABC ·
ActionScript ·
Ada ·
Algol ·
APL ·
assembleertalen ·
AWK ·
B ·
BASIC ·
BCPL ·
C ·
C++ ·
C# ·
Clean ·
Clipper ·
COBOL ·
COMAL ·
Curry ·
D ·
Eiffel ·
Erlang ·
F# ·
Forth ·
Fortran ·
Go ·
Haskell ·
Icon ·
J# ·
Java ·
Julia ·
Kotlin ·
Lisp ·
Logo ·
Lua ·
m4 ·
ML ·
Modula-2 ·
Oberon ·
Object Pascal ·
Objective-C ·
Ocaml ·
Oz ·
Pascal ·
Perl ·
PHP ·
PL/I ·
PL/SQL ·
Prolog ·
Prova ·
Python ·
Rexx ·
RPG ·
Ruby ·
Rust ·
SAS ·
Scala ·
Scheme ·
Self ·
Simula ·
Smalltalk ·
Swift ·
TCL ·
TypeScript ·
Vala ·
Visual Basic ·
Zig